# Franz Carl Endres
Pour les articles homonymes, voir Endres.
Franz Carl Endres, né le 17 décembre 1878 à Munich en royaume de Bavière, décédé le 10 mars 1954 à Bâle (Suisse), est un militaire, écrivain et franc-maçon allemand, auteur de plusieurs ouvrages consacrés aux pays d'Orient et à la franc-maçonnerie.

## Biographie
Diplômé en 1897 du lycée Guillaume de Munich (de), il devient élève-officier de l'armée bavaroise et, de 1906 à 1909, étudie à l'Académie bavaroise de guerre (de) d'où il sort avec la qualification d'état-major avant d'y rentrer comme enseignant.
En 1912, il est envoyé comme conseiller dans la mission militaire allemande dans l'Empire ottoman. Pendant la Première Guerre balkanique de 1912-1913, il note l'impossibilité de faire suivre un rythme de travail régulier aux officiers ottomans.
Après la guerre, il occupe plusieurs postes auprès de l'armée ottomane à Constantinople et Alep tout en travaillant comme correspondant de la presse allemande. Il est un membre actif de la Ligue allemande des droits de l'homme (Liga für Menschenrechte (de))[réf. souhaitée].
Pendant la Première Guerre mondiale au Proche-Orient, il sert comme officier d'état-major de l'armée ottomane tout en continuant son travail de correspondant de presse. Dans un article publié le 23 juin 1915 par le journal Münchner Neueste Nachrichten (de), il nie la réalité du massacre des Arméniens sur lequel la presse de l'Entente commençait à publier des informations ; il y voit une invention de la propagande britannique qui, depuis les années 1889-1896, ne cesse d'utiliser la question arménienne comme moyen de pression sur l'Empire ottoman. Si de tels massacres ont eu lieu dans le passé, il affirme qu'ils seraient inconcevables sous le régime moderne des Jeunes-Turcs ; et si des violences localisées surviennent, il en rejette la responsabilité sur quelques espions et rebelles arméniens payés par l'Entente.
Atteint de malaria, il rentre en Allemagne où il est mis en congé en 1916. Il quitte l'armée en 1918 avec le grade de major.
Après la guerre, il fait plusieurs voyages aux Pays-Bas et en Grèce. Il publie plusieurs ouvrages dont le roman Das Lied von Aleppo (« Le Chant d'Alep »). En 1926, mal vu en Allemagne à cause de ses convictions pacifistes et de ses critiques de la politique extérieure allemande, il s'exile en Suisse où il continue ses publications jusqu'à sa mort en 1954. Il décrit avec un certain lyrisme les villes d'Orient, en se démarquant de la « froideur » du Guide Baedeker, sans qu'on sache lesquelles il a effectivement visitées : Damas, Jérusalem, Alep, Smyrne, Konya, Adana, Bagdad, Erzurum, Bursa, Andrinople, Constantinople.
Franc-maçon, il est membre la loge de Bâle Zur Freundschaft und Beständigkeit (de), fondée sous Napoléon en 1808 et appartenant à la Grande Loge suisse Alpina.

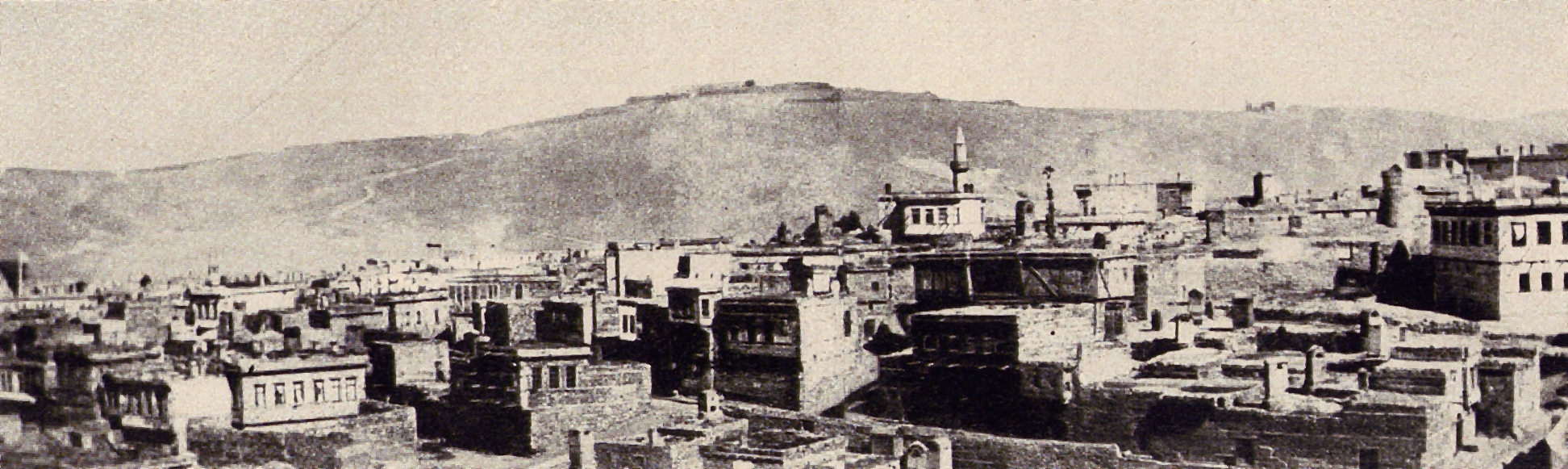
La forteresse d'Erzurum, illustration pour Die Ruine des Orients de Franz Carl Endres, 1919.

## Œuvres
- Die Tragödie Deutschlands
- Das Mysterium der Zahl
- Das Geheimnis des Freimaurers

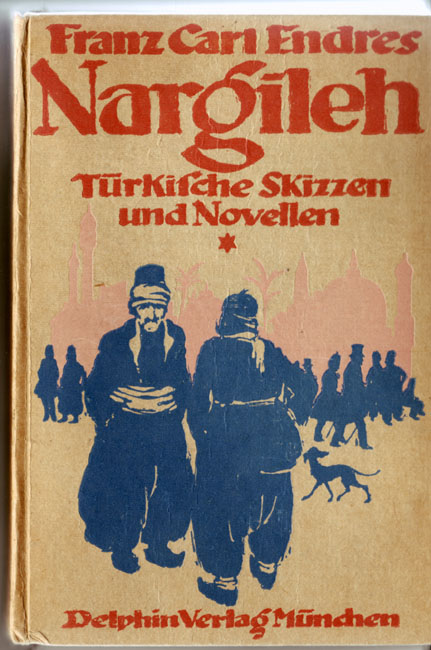
Nargileh. Türkische Skizzen und Novellen (« Narguilé : esquisses et récits de Turquie », couverture d'un livre de Franz Carl Endres, 1916.

- Georg Hirth. Ein deutscher Publizist
- Moltke
- Türkische Frauen
- Nargileh. Türkische Skizzen und Novellen
- Die Türkei
- Bosporuswellen (Roman)
- Zionismus und Weltpolitik
- Die Ruine des Orients
- Große Feldherrn I
- Große Feldherrn II
- In Memoriam

- Das Lied von Aleppo (Roman)
- Vaterland und Menschheit
- Florians große Liebe (Roman)
- Das Gesicht des Krieges
- Giftgaskrieg – die große Gefahr

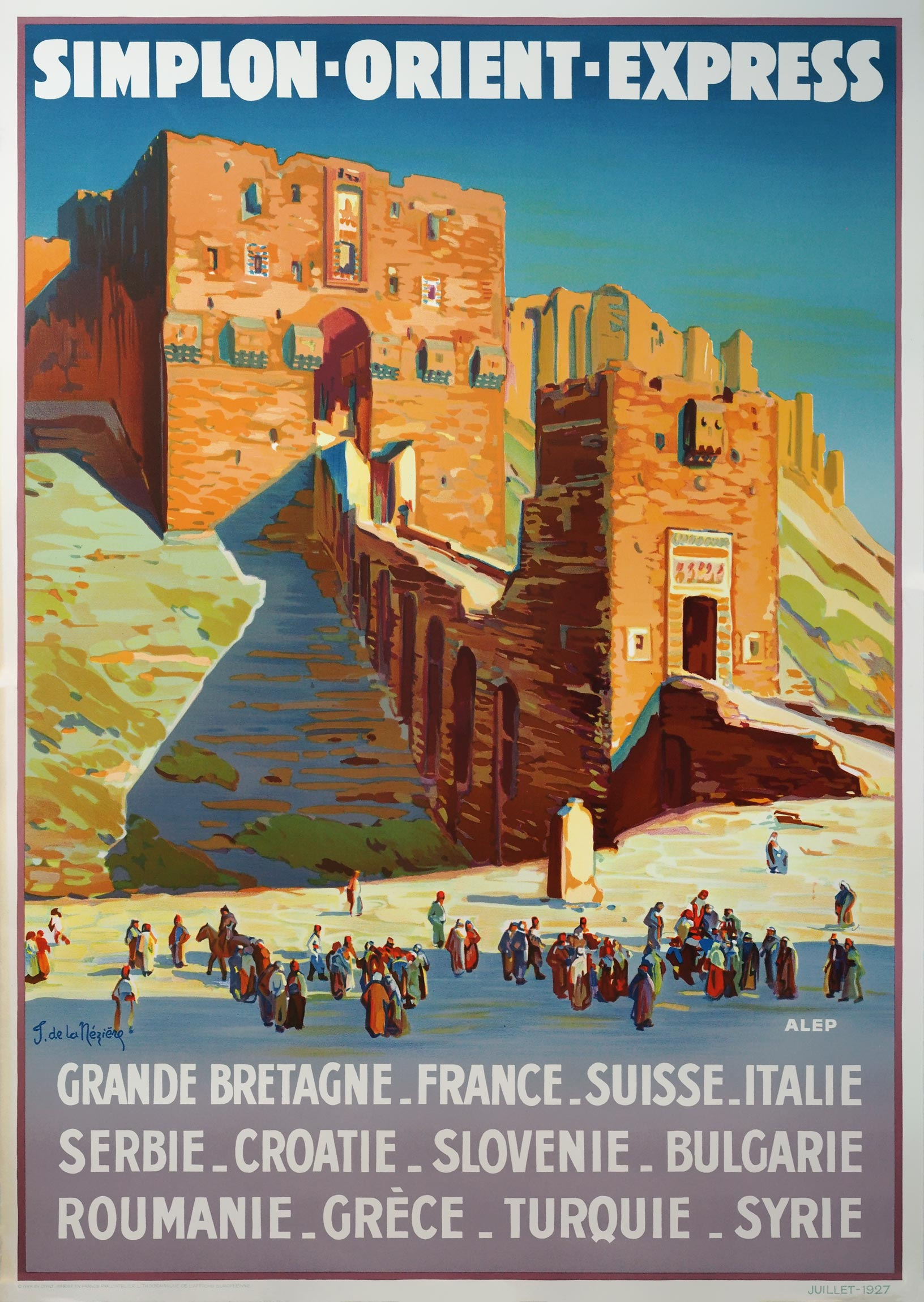
Les remparts d'Alep au début du XXe s., affiche publicitaire du Simplon-Orient-Express par Joseph de La Nézière.

- Deutsche Kunst und Wissenschaft des Mittelalters
- Geist der Gegenwart (publié sous le pseudonyme de  "Dr Erasmus")
- Schönheit am Mittelmeer
- Griechenland als Erlebnis
- Magie und Gegenwart
- Der lachende Philosoph im Orient
- Das Erbe unserer Ahnen
- Symbolik von Goethes Faust
- Wege zum Glück
- Novellen der Wanderschaft
- Philosophie des Alltags
- Ein Leben der Liebe (Roman)
- Der Weg im Unbekannten
- Von den Grenzen unserer Erkenntnis
- Sittliche Grundlagen menschlicher Beziehungen
- Der Augenblick ist Ewigkeit
- Alte Geheimnisse um Leben und Tod
- Das Leben soll Liebe sein

Bâle, carte postale de 1921.

- Das große Weltgeschehen (6 volumes)
- Die Viertelstunde des Nachdenkens
- Tag des Lebens
- Ethik des Alltags
- Nimm mich mit: ein kleines Brevier
- Die Kulturgeschichte der Frau
- Glossen zum menschlichen Alltag
- Selbsterkenntnis und Selbsterziehung
- Kultur im Alltag
- Der Mensch im Banne seiner Schwächen
- Der Deutschen Tragödie erster Teil (Nouvelle éd. 1923)
- Land der Träume
- Die großen Religionen Asiens
- Goethe und die Freimaurer
- Die Symbolik des Freimaurers